# Liste des commanderies templières en Corrèze
Cette liste recense les commanderies, maisons et autres biens qui ont appartenu à  l'Ordre du Temple dans le département de la Corrèze.

## Faits marquants et Histoire
Aux XIIe et XIIIe siècles, la Corrèze correspondait à une partie de la vicomté de Limoges vassale du Duché d'Aquitaine. Du point de vue ecclésiastique, il s'agissait du diocèse de Limoges et les templiers qui avaient leur propre organisation territoriale géraient leurs commanderies en Corrèze à partir de la province templière d'Auvergne qui se forme entre 1180 et 1190, les commanderies de Dordogne (au Sud-Ouest) faisant vraisemblablement partie de la province d'Aquitaine
Parmi les templiers les plus célèbres, frère Franco de Bort était originaire de Bort-les-Orgues, il fut successivement commandeur d'Aquitaine (1261), de Provence (1267), visiteur cismarin (1271, 1273, 1279), tenant lieu de maître de la province de France (1274) et commandeur d'Auvergne et du Limousin (entre 1279 et 1289) mais également commandeur de La Marche (1269), de Bellechassagne (1286) et de Montaignac et Sérandon (1291).  
On dénombre près de trente six établissements dans le Limousin mais seulement trois commanderies en Corrèze.

## Commanderies
: Cet édifice a été classé au titre des Monuments historiques.
| Commanderie      | Ville actuelle (ou à proximité) | Observations |
| ---------------- | ------------------------------- | --- |
| Bellechassagne   | Bellechassagne                  | Domus Templi de Bella Chassanha Lemovicensis diocesis                                                                                              |
| Le Temple d'Ayen | Ayen                            | Semble être la plus ancienne fondation des templiers dans le diocèse de Limoges, antérieure à 1144. Attestée également en 1282: Cappella de Ahento |
| Puy de Noix      | Beynat                          | , Domus Templi de Podio Nucis Lemovicensis diocesis Domus Templi de Podio de Notz (procès)                                                         |

| Implantations templières en Corrèze (Liens vers les articles correspondants)                                                                                     |
| --- |
| \| Auvergne Aquitaine Midi-Pyrénées Creuse Dordogne Haute-Vienne Bellechassagne Puy-de-Noix Le Temple d'Ayen Brive Chaumont Courteix Mons Montaignac Sérandon \| |
| Auvergne Aquitaine Midi-Pyrénées Creuse Dordogne Haute-Vienne Bellechassagne Puy-de-Noix Le Temple d'Ayen Brive Chaumont Courteix Mons Montaignac Sérandon       |

### Autres biens
- Maison du Temple de Brive, commune de Brive-la-Gaillarde
- Maison du Temple de Chaumont, commune de Troche (parrochie de Trocha)
- Maison du Temple de Courteix (Cappella de Cortes), commune de Courteix
- Maison du Temple de Mons[N 3], commune de Varetz
- Maison du Temple de Montaignac (Montanha), commune de Montaignac-Saint-Hippolyte[8],[N 4]
- Maison du Temple de Sérandon (Sandones) au diocèse de Clermont, commune de Sérandon

### Possessions douteuses ou à vérifier
- Maison du Temple de Prugne, commune de La Chapelle-aux-Brocs[N 5]
- Le Temple d'Allassac, membre de la commanderie du Temple d'Ayen à l'époque des Hospitaliers[N 6].
- Mascheix (Marcheix), Coudert (Couderc), Orliac-de-Bar (Orleat) et Corrèze[10],[N 7]
- Commanderie de Comps[N 8], commune de Peyrelevade
  - Membre de la commanderie de Féniers en 1308[12],[N 9]

## Dignitaires de l'ordre
Ci-dessous une liste non exhaustive des frères de l'ordre connus pour avoir officié dans les commanderies situées en Corrèze ou qui semblent originaires de ce département,:
- Gautier de Montengrier,
  - Reçu vers 1280/82 au Palais (Palais-sur-Vienne), commandeur de Champeaux (1297), Puy de Noix (1301), Chamberaud (1307)
- Raynaud de Bort, 
  - Reçu par Francon de Bort (son oncle) à Bellechassagne en 1276 ou 1279, commandeur de Puy de Noix (1307)
- Rogier (de Bort), 
  - Frère du Temple à Bellechassagne (1276/1279), père du commandeur Raynaud de Bort
- André de Ventadour (Andreas de Venthodoro), chevalier du Temple
  - Reçu avant 1303 à Bellechassagne par Humbert de Comborn. Capturé par les sarrasins à Tortose[15].
- Pierre de Madic (Petrus de Madico), chevalier du Temple
  - Commandeur de Bellechassagne (1272)[16], commandeur des Maisons du Temple en Auvergne (1292-1301)